# الكداكد (المخادر)

تعديل مصدري - تعديل

الكداكد هي إحدى قرى عزلة بني سرحة بمديرية المخادر التابعة لمحافظة إب، بلغ تعداد سكانها 1189 نسمة حسب تعداد اليمن لعام 2004.